# 덱 나인 게임스
아이돌 마인스(Idol Minds) 또는 덱 나인 게임스(Deck Nine Games)는 미국 콜로라도주 웨스트민스터에 위치한 비디오 게임 개발사다.

## 역사
회사는 2007년 래그돌 피직스를 기반으로 하는 게임 《페인》으로 이름을 널리 알리게 되었으며, 이 게임은 2009년의 플레이스테이션 네트워크에서 가장 많이 다운로드 된 게임으로 기록되었다. 회사는 《워리어스 에리어》를 SCE 샌디에이고 스튜디오와 공동 개발했다. 이 게임은 플레이스테이션 비타의 공식 프레젠테이션이 열린 E3 2011에서 기기의 성능을 보여주는 데 사용되었으며 출시작의 하이라이트 가운데 하나였으나 취소되었다.
2017년 5월, 아이돌 마인스는 내러티브 어드벤쳐 게임으로 중점을 변경할 것임을, 그리고 이후 덱 나인 게임스로서 브랜드를 쇄신할 것임을 발표했다. 2017년 6월, E3에서 엑스박스 컨퍼런스가 있던 날 덱 나인은 게임 《라이프 이즈 스트레인지: 비포 더 스톰》의 트레일러를 공개했다. 이는 원작 《라이프 이즈 스트레인지》의 전일담을 무대로 하며 현재까지 계획된 세 개의 에피소드 중 첫 번째 에피소드가 2017년 8월 31일 공개된다.

## 작품 목록
| 제목                                     | 발매일 | 플랫폼                                               |
| ---------------------------------------- | ------ | ---------------------------------------------------- |
| 《랠리 크로스 2》                        | 1998   | 플레이스테이션                                       |
| 《쿨 보더스 3》                          | 1998   | 플레이스테이션                                       |
| 《쿨 보더스 4》                          | 1999   | 플레이스테이션                                       |
| 《슈퍼크로스 서킷》                      | 1999   | 플레이스테이션                                       |
| 《쿨 보더스 2001》                       | 2000   | 플레이스테이션, 플레이스테이션 2                     |
| 《마이 스위트》                          | 2003   | 플레이스테이션 2                                     |
| 《네오페츠: 더 다키스트 페어리》         | 2005   | 플레이스테이션 2                                     |
| 《페인》                                 | 2007   | 플레이스테이션 3, 플레이스테이션 4                   |
| 《마다가스카르: 에스케이프 2 아프리카》  | 2008   | 플레이스테이션 2                                     |
| 《랫쳇 & 클랭크 컬렉션》                 | 2012   | 플레이스테이션 3                                     |
| 《리크드 투게더》                        | 2012   | iOS                                                  |
| 《랫쳇: 데드락드 HD》                    | 2013   | 플레이스테이션 3                                     |
| 《테일 오브 호러: 더 시크릿 플렛》       | 2014   | 안드로이드, iOS                                      |
| 《큐브 킹덤》                            | 2014   | 안드로이드, iOS                                      |
| 《워리어스 레이어》                      | 취소   | 플레이스테이션 3, 플레이스테이션 비타                |
| 《미니트로폴리스》                       | 2016   | 안드로이드, iOS                                      |
| 《라이프 이즈 스트레인지: 비포 더 스톰》 | 2017   | 마이크로소프트 윈도우, 플레이스테이션 4, 엑스박스 원 |